# Anete Melece
Anete Melece (* 1983 in Lettland) ist eine lettische Animatorin und Illustratorin, die in der Schweiz lebt und arbeitet.

## Werdegang
Anete Melece schloss die Kunstakademie Lettlands 2007 mit einem Bachelor in Visueller Kommunikation ab und erwarb 2012 an der HSLU (Hochschule Luzern, Design und Kunst) einen Master in Animation.
Ihr mit Filzstiften gezeichneter Animationsfilm Der Kiosk wurde 2014 mit dem Schweizer Filmpreis für beste Animation ausgezeichnet und an zahlreichen Filmfestivals weltweit gezeigt und preisgekrönt. 2019 erschien die rührenden Geschichte der Kioskfrau Olga im Atlantis Verlag als Kinderbuch, mit Melece als Autorin und Illustratorin. Das Kinderbuch wurde auch in englischer Sprache beim Verlag Geko Press sowie in lettischer Sprache beim Verlag Liels un Mazs publiziert. Für den Verlag Liels un Mazs illustriert sie außerdem Kinderbücher diverser lettischer Autorinnen und Autoren.
Anete Meleces Animationsfilm Analysis Paralysis erzählt die Geschichte vom einsamen Anton, der sich nicht entscheiden kann, und seiner Begegnung mit einer verärgerten Gärtnerin in einem Park. Wie schon in Der Kiosk gelingt es Melece, auf humorvolle Art eine eigentlich schwermütige Geschichte zu erzählen. Melece lebt mit ihrer Familie in Zürich.

## Filmografie (Auswahl)
- 2016 Analysis Paralysis
- 2013 Kiosk
- 2008 Five Moving Paintings
- 2007 Vilma Doesn’t Work Today

## Kinderbücher (Auswahl)
- Der Kiosk, Atlantis Verlag, Zürich 2019, ISBN 9783715207810
- The Kiosk, Gecko Press, Wellington, Neuseeland 2020, ISBN 1776572998.
- Hallo, Walfisch! von Gundars Lauris, Illustration Anete Melece, Verlag Baobab, Basel 2018, ISBN 978-3-905804-87-4

## Auszeichnungen (Auswahl)
- 2017 Publikumspreis, Solothurner Filmtage, Solothurn, Analysis Paralysis[5]
- 2017 Nomination Schweizer Filmpreis/Bester Animationsfilm, Analysis Paralysis[5]
- 2016 Grosser Preis, Encounters Short Film and Animation Festival, Bristol, Analysis Paralysis[5]
- 2016 Schweizer Publikumspreis, Fantoche, Internationales Festival für Animationsfilm, Baden, Analysis Paralysis[5]
- 2016 Schweizer High Risk Preis, Fantoche, Internationales Festival für Animationsfilm, Baden, Analysis Paralysis[5]
- 2014 Schweizer Filmpreis/Bester Animationsfilm, Kiosk[5]
- 2014 Sawczynski Publikumspreis, Tricky Women/Tricky Realities, Kiosk[5]
- 2013 Special Mention, Shorts México, Kiosk[5]